# Вілем Лауфбергер
Вілем Лауфбергер (29 серпня 1890, Турнов, Австро-Угорщина - 26 грудня 1986) — чехословацький фізіолог, дослідник феритину. Академік Чехословацької академії наук, професор Карлового університету. Лауреат Державної премії Чехословаччини (1954)

## Біографія
Вілем Лауфбергер народився в Турнові 29 серпня 1890 року в родині лікарів. Його батько, як і дід були лікарями.
Продовжуючи сімейну традицію, Вілем вступив до медичного факультету Карлова університету, який закінчив 1916 року. В університеті навчався під керівництвом фізіолога Едварда Бабака, а також працював у лабораторії професора хімії Івана Горбачевського. Після здобуття диплома працював у Празькому інституті патології асистентом.
З 1921 року викладав на кафедрі загальної патології на медичному факультеті Університету Брно. У 1922 році обраний професором цієї кафедри.
З 1936 року Лауфбергер очолив кафедру фізіології медичного факультету Карлова університету в Празі. У 1938—1939 роках був деканом медичного факультету. З німецькою окупацією Чехословаччини всі університети були зачинені. Лауфбергер у цей час поступив працювати до Державного інституту громадського здоров'я, де вивчав фізіологічні основи розумової діяльності.
Після Другої світової війни знову очолював кафедру фізіології Карлового університету в 1952—1961 роках.
У 1952 році Лауфбергер очолив Лабораторію вищої нервової діяльності при Чехословацькій академії наук. Пізніше лабораторію було перейменовано на Лабораторію графічної діагностики.

## Науковий внесок
Перші дослідження Лауфбергер провів, ще навчаючись у Карловому університеті. Він показав роль гормонів щитоподібної залози в регуляції метаморфозу в земноводних. Разом зі своїм керівником Едвардом Бабаком молодий дослідник довів, що екстракт щитоподібної залози стимулює ріст і розвиток аксолотля.
Його вважають піонером молекулярної фізіології в Чехії. Він уперше виділив основний білок транспорту заліза — феритин. Також власним методом виділив інсулін.
Під час Другої світової війни Лауфбергер досліджував проблеми психофізіології, взаємодію периферичної та центральної нервової системи. Результати цих теоретичних досліджень він узагальнив у монографії 1947 року «Теорія збудження», де постулював наявність складної ієрархії нервових процесів.
Створив низку електрофізіологічних приладів, зокрема спатіокардіограф, поліреограф, стимулометр.

## Наукові праці
Автор понад 150 наукових праць. Серед них:
- Theorie der Insulinwirkung, Klin. Wschr., S. 264, 1924;
- О ферритине, Физиол. журн. СССР, т. 21, № 5-6, с. 751, 1936;
- Sur la cristallisation de la ferritine, Bull. Soc. Chim. biol. (Paris), t. 19, p. 1575, 1937;
- Spaciokardiography, Physiol. bohemoslov., sv. 4, s. 375, 1955;
- The polv-rheograph, ibid., sv. 6, s. 213, 1957;
- Hidden facets of life, Prague, 1962;
- Spatiocardiography, Prague, 1965.